# Now Apocalypse
Now Apocalypse é uma série de televisão americana de comédia que estreou em 10 de março de 2019 na Starz. A série é escrita por Gregg Araki e Karley Sciortino. Araki também atua como diretor e produtor executivo ao lado de Steven Soderbergh e Gregory Jacobs.
Uma segunda temporada foi ordenada em março de 2019.
Em 26 de julho de 2019, Now Apocalypse foi cancelada devido os baixos índices de audiência.

## Premissa
Ulysses e seus amigos Carly e Ford, e a namorada de Ford, Severine, estão em várias missões buscando amor, sexo e fama em Los Angeles. Incomodada por sonhos sinistros e premonitórios, Ulysses se pergunta se o fim do mundo como ele conhece está chegando, ou se ele está simplesmente sofrendo algum tipo de delírios devido a maconha.

## Elenco e personagens

### Principal
- Avan Jogia como Ulysses Zane
- Kelli Berglund como Carly Carlson
- Beau Mirchoff como Ford Halstead
- Roxane Mesquida como Severine Bordeaux

### Recorrente
- Evan Hart como Lars
- Taylor Hart como Klaus
- Tyler Posey como Gabriel
- Desmond Chiam como Jethro
- Kevin Daniels como Barnabas
- Grace Victoria Cox como Amber
- Mary Lynn Rajskub como Frank
- Chris Aquilino como Kai
- Avra Friedman como Magenta
- Henry Rollins como Mitchell Kent
- RJ Mitte como Leif
- Jacob Artist como Isaac

## Episódios
| N.º | Título                             | Dirigido por | Escrito por                                                             | Exibição original   | Audiência (milhões) |
| --- | ---------------------------------- | ------------ | ----------------------------------------------------------------------- | ------------------- | ------------------- |
| 1   | "This Is the Beginning of the End" | Gregg Araki  | História por : Gregg Araki Roteiro por : Gregg Araki & Karley Sciortino | 10 de março de 2019 | 0.147               |
| 2   | "Where Is My Mind?"                | Gregg Araki  | História por : Gregg Araki Roteiro por : Gregg Araki & Karley Sciortino | 17 de março de 2019 | 0.124               |
| 3   | "The Rules of Attraction"          | Gregg Araki  | História por : Gregg Araki Roteiro por : Gregg Araki & Karley Sciortino | 24 de março de 2019 | 0.091               |
| 4   | "The Downward Spiral"              | Gregg Araki  | História por : Gregg Araki Roteiro por : Gregg Araki & Karley Sciortino | 31 de março de 2019 | 0.082               |

## Produção

### Desenvolvimento
Gregg Araki foi inspirado a fazer televisão pela série de mistérios Twin Peaks, que ele chamou de "algo inovador e artístico e incomum e apenas sua própria coisa". Ele dirigiu episódios de várias séries de televisão, mas hesitou em comandar seu próprio programa até pensar sobre o potencial da história da vida em Los Angeles. Araki apresentou a ideia a escritora Karley Sciortino, que começou a trabalhar com ele no roteiro. Gregory Jacobs, que trabalhou com Araki em Red Oaks, juntou-se ao projeto e trouxe Steven Soderbergh. O designer de produção, figurinista e diretor de fotografia trabalhou anteriormente em outros projetos com Araki.
Em 26 de março de 2018, foi anunciado que a Starz havia dado a Now Apocalypse uma ordem de série para uma primeira temporada de dez episódios. A série é escrita por Araki e Sciortino e dirigida por Araki. A série é produzida por Soderbergh, Jacobs e Araki. Em 10 de dezembro de 2018, foi anunciado que a série seria iria estrear em 10 de março de 2019. Em 22 de março de 2019, os 8 episódios restantes da primeira temporada foram lançados on-line e sob demanda, e também continuarão a ser transmitidos semanalmente pela TV.

### Escolha de elenco
Em junho de 2018, foi anunciado que Avan Jogia, Kelli Berglund, Beau Mirchoff e Roxane Mesquida haviam se juntado ao elenco principal e que Evan Hart, Taylor Hart, Tyler Posey, Jacob Artist, Chris Aquilino, Desmond Chiam, RJ Mitte e Grace Victoria Cox foram escalados para papéis recorrentes. Em 2 de julho de 2018, foi relatado que Kevin Daniels e Avra Friedman haviam se juntado ao elenco de suporte.

### Filmagens
Os dez episódios da série foram filmados em 40 dias.

## Desempenho
A série detém uma taxa de aprovação de 76% com base em 29 avaliações, com uma classificação média de 6,42 de 10, no site de agregação de revisão Rotten Tomatoes. O consenso crítico do site diz: "Casar o estilo brincalhão do cineasta Gregg Araki com conspirações inebriantes e alusões literárias, a estética corporal e o pensamento filosófico de Now Apocalypse podem se mostrar deliberadamente excessivos e extravagantes para alguns". No Metacritic atribuiu a série uma pontuação média ponderada de 64 em 100 com base em 12 críticos, indicando "geralmente favorável comentários".